# 水星の太陽面通過 (土星)
土星における水星の太陽面通過（すいせいのたいようめんつうか）は、土星と太陽のちょうど間に水星が入り、太陽面を通過する天文現象である。

## 概要
土星における水星の太陽面通過は、紀元前125000年から125000年の25万年間で73583回ある。前回は2012年9月21日、次回は2027年7月22日に発生する。
土星における水星の太陽面通過は、約13～15年の間を置いて、水星の公転周期に相当する約3ヶ月ごとに3回から5回連続で発生する。

## 太陽面通過の起こる日
日付は最大食の日付(UTC)。
| 年月日         | 最大食 |
| -------------- | ------ |
| 1998年11月25日 | 08:09  |
| 1999年2月21日  | 20:24  |
| 2011年12月30日 | 15:21  |
| 2012年3月28日  | 11:02  |
| 2012年6月25日  | 06:43  |
| 2012年9月22日  | 02:52  |
| 2027年7月22日  | 19:55  |
| 2027年10月19日 | 08:38  |
| 2028年1月15日  | 21:21  |
| 2028年4月13日  | 09:50  |

## 同時太陽面通過
- 水星の太陽面通過が、金星の太陽面通過と同時に起こることはあるが、極めて稀である。前回は1586年4月27日、次回は2896年5月28日である。
- 水星の太陽面通過が、地球の太陽面通過および月の太陽面通過と同時に起こることはあるが、極めて稀である。前回は紀元前35055年4月22日、次回は19626年11月28日である。
  - 紀元前40710年3月25日と紀元前33023年4月29日の太陽面通過はさらに稀な現象として、地球と水星のみが太陽面通過を起こし、月は太陽面通過を起こさない。
- 水星の太陽面通過が、火星の太陽面通過と同時に起こることはあるが、極めて稀である。前回は紀元前57323年8月9日である。

## その他
- 2012年9月21日に起こる太陽面通過の前日、9月20日には木星において金星の太陽面通過が起こる。